# Institution nationale des sourdes-muettes
L'Institution nationale des sourdes et muettes (ou aujourd'hui Castéja) est une ancienne école d'enseignement spécialisé pour jeunes sourdes et malentendantes, située à Bordeaux. 
Fondée pour remplacer l'école pour les sourds de Bordeaux, elle est installée depuis le milieu du XIXe siècle et jusqu'à la Seconde Guerre mondiale dans le quartier Saint-Seurin. Après la fin de la guerre, ces bâtiments deviennent le commissariat central jusqu'à leur déménagement en 2003 dans le quartier Mériadeck. Le site est inscrit au monument historique tardivement (2010). 
Vendus par l'État pour être réhabilités, ces bâtiments font en 2016 l'objet de fouilles qui aboutissent à la découverte d'une nécropole antique qualifiée d'« extraordinaire » par les spécialistes.

## Localisation
L'institut se trouve dans le centre du Bordeaux, au no 87 rue de l'Abbé-de-L'Épée.

## Histoire

### Avant
L’institut des sourdes-muettes de Bordeaux fut fondé le 20 février 1786, dans le quartier Saint-Seurin sous les auspices de l’archevêque Jérôme Champion de Cicé qui en confia la direction à Roch Ambroise Sicard, l’un des meilleurs disciples de Charles-Michel de L'Épée, appelé l'abbé de L'Épée. Cet institut était mixte, et souhaitait offrir aux enfants sourds du Sud-Oust la même éducation que celle que l'abbé de l’Épée offrait aux enfants sourds de la région parisienne, dans sa maison familiale de la rue des Moulins, située près de l'église Saint-Roch. À la mort de l'abbé de l’Épée en décembre 1789, Sicard monte à Paris dans le but de prendre sa succession comme Directeur de la nouvelle Institution nationale des sourds-muets.
En avril 1790, le laïc Jean de Saint-Sernin (1741-1816), élève de Sicard, le remplace et dirige l’établissement jusqu’à sa mort. L’école qui accueille à ses débuts une vingtaine d’élèves, s’installe d’abord 39 rue Capdeville puis, à partir de 1792, rue du Hâ, dans une aile du couvent des Minimes.
Pendant la Révolution, un décret de la Convention, en date du 12 mai 1793, met l’école « sous la protection spéciale de la nation ». En 1797, elle s’installe rue des Religieuses (actuelle rue Thiac) dans l’ancien couvent des Catherinettes. À partir de 1804, les sœurs de Nevers sont chargées de l’éducation des jeunes filles. Les garçons ont des maitres d'atelier et des instituteurs. Jusqu’en 1834, des campagnes de travaux permettent de maintenir à peu près en état les bâtiments mais n’évitent pas les problèmes d’insalubrité et d’exiguïté, ni la lente détérioration des locaux dont une partie est même promise à la démolition à la suite de projets urbains. En 1859, l'État met fin à la mixité à Paris et Bordeaux : toutes les filles sont regroupées à Bordeaux, et les garçons sont à Paris. Cette fin de la mixité a pour but officiel d'éviter autant que possible que les jeunes sourd(e)s se fréquentent et puissent se marier, l’État estimant qu'ils ne sont pas en mesure d'élever correctement des enfants, et craignant également l'hérédité supposée de la surdité. C'est une mesure eugéniste.

### Construction d'un nouveau bâtiment
Les locaux devenus insalubres sont détruits. Entre 1834 et 1860, quatre projets de construction sont élaborés et proposés par Joseph-Adolphe Thiac, l'architecte départemental de Bordeaux et le constructeur du Palais de Justice. Le dernier projet est adopté après d’ultimes modifications dues au décret du 11 septembre 1859 attribuant les futurs locaux aux seules jeunes filles. On commence à construire en 1861 jusqu’à 1870.

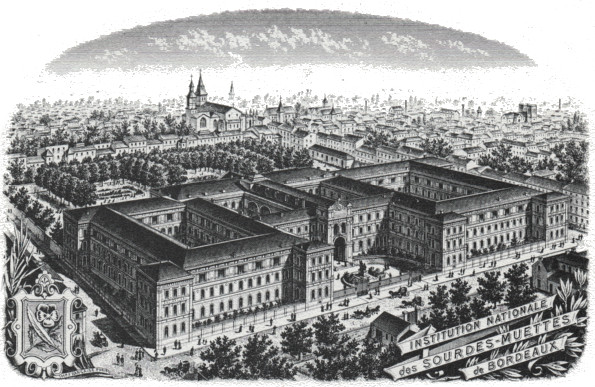
Le nouveau bâtiment construit par J.-A. Thiac.

### Sa fin sous l'occupation jusqu'à aujourd'hui
En 1940, sous l’Occupation, l’édifice est réquisitionné par les Allemands, puis de 1949 à 1958, devint progressivement commissariat central de Bordeaux. En parallèle, l’institution est redevenu mixte sous le nom d’Institut national des jeunes sourds et s’installa, en 1958, au château Laburthe à Gradignan où il se trouve encore aujourd’hui. 

### Réhabilitation  du site
Les bâtiments  ont été vendus par l'État. Ils ont été l'un des premiers sites cédés par l’État dans le cadre de la loi Duflot I  sur la mobilisation du foncier public en faveur du logement social. Le 31 octobre 2014 un OPH girondin devient propriétaire du site. En 2015, un jury confie la maîtrise d’œuvre de la réhabilitation du bâtiment à cabinet d’architectes bordelais. 
Le projet prévoit l'installation de logements, d'un hôtel, d'une école dans le bâtiment ancien rénové et dans un bâtiment neuf à construire dans l'ancien parking du commissariat .
Fin 2016, le site fait l'objet de fouilles qui aboutissent à la découverte d'une nécropole antique peut-être liée à l'époque de la peste de Justinien et qualifiée d'« extraordinaire » par les spécialistes.

## Architecture
L'ancien institution des sourdes muettes est une construction de forme quadrangulaire de 158 mètres sur 60 mètres de large. Elle occupe avec son jardin une superficie de près de 13 000 m2. Édifice classique et homogène, celui-ci a puisé ses sources d’inspiration dans les modèles architecturaux des grands maîtres de la renaissance italienne.
Sa régularité, qui peut paraître austère et monotone avec ses jeux  de lignes verticales et horizontales, est adoucie par le soin porté au traitement des motifs décoratifs, d’une grande variété, dont le plus original est l’alphabet dactylographique sculpté sur des tables saillantes tout le long des murs du premier étage.
Une statue de l’abbé de l’Épée surmonte le porche. L’entrée principale est encadrée de quatre médaillons à l’effigie de l’abbé de l’Épée, l’archevêque Champion de Cicé, l’abbé Sicard et Jean de Saint-Sernin.
Le bâtiment principal, flanqué d’un porche hors œuvre abrite un vaste vestibule, une chapelle, une sacristie, une bibliothèque, les bureaux, et les services administratifs, des classes et le réfectoire. La statue de l’abbé de l’Epée dominant le porche est l’œuvre du sculpteur Louis-André de Coëffard (1818-1887).